# Ahmad Ghazali
Pour les articles homonymes, voir Ghazali (homonymie).
Ahmad Ghazali (persan : احمد غزالی; nom complet Majd al-Din Abu'l Fotuh Ahmad Ghazali) est un maître soufi persan, un écrivain, et un prêcheur éloquent. Il naquit en 1061 et mourut en 1123 ou 1126.

## Biographie
Né dans un village proche de Tûs, au Khorâsân, Ahmad Ghazâli est le jeune frère du célèbre théologien, juriste, et soufi Abou Ḥamid Moḥammed ibn Moḥammed al-Ghazālī.
Là il étudia essentiellement la jurisprudence. Il se convertit au soufisme lorsqu'il était encore jeune, devint le premier élève de Abu Bakr Nassaj Tusi (mort en 1094) puis de Abu Ali Farmadi (mort en 1084). En 1095, son frère, Abou Hamid, traversant une crise profonde lui demanda d'enseigner à sa place dans le nizamiyyah de Bagdad et d'en assumer la responsabilité durant son absence planifiée. C'est là qu'il explora largement ses capacités tant de maître soufi que de docteur en jurisprudence ou de prédicateur populaire,.
Ahmad Ghazali eut entre autres pour disciples dans la voie spirituelle 'Ayn-al-Qużāt Hamadānī et Najib Sohrawardi. Il voyagea à Nishapur, Maragha, Hamadan et Ispahan. Il mourut et fut enterré à Qazvin.

## L'œuvre
On trouve les Sawaneh, un petit livre écrit aux alentours de 1114 et comprenant 77 chapitres courts. La forme était novatrice car, alors que les auteurs persans soufis utilisaient seulement la prose, Ahmad Ghazâli eut recours aux vers pour illustrer de façon métaphorique les thèmes qu'il expliquait plus techniquement dans d'autres composantes en prose de son travail.
Il a également rédigé la Resālat al-ṭayr (ou al-ṭoyūr). Dans cet ouvrage Ahmad Ghazâli emploie la métaphore d'un oiseau et de son voyage. Cet ouvrage était une préséance à La conférence des oiseaux de Farid Al-Din Attar.